# Friedrich von Anhalt-Dessau

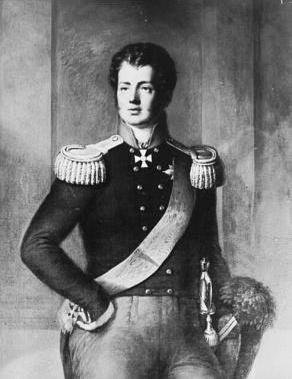
Friedrich von Anhalt-Dessau

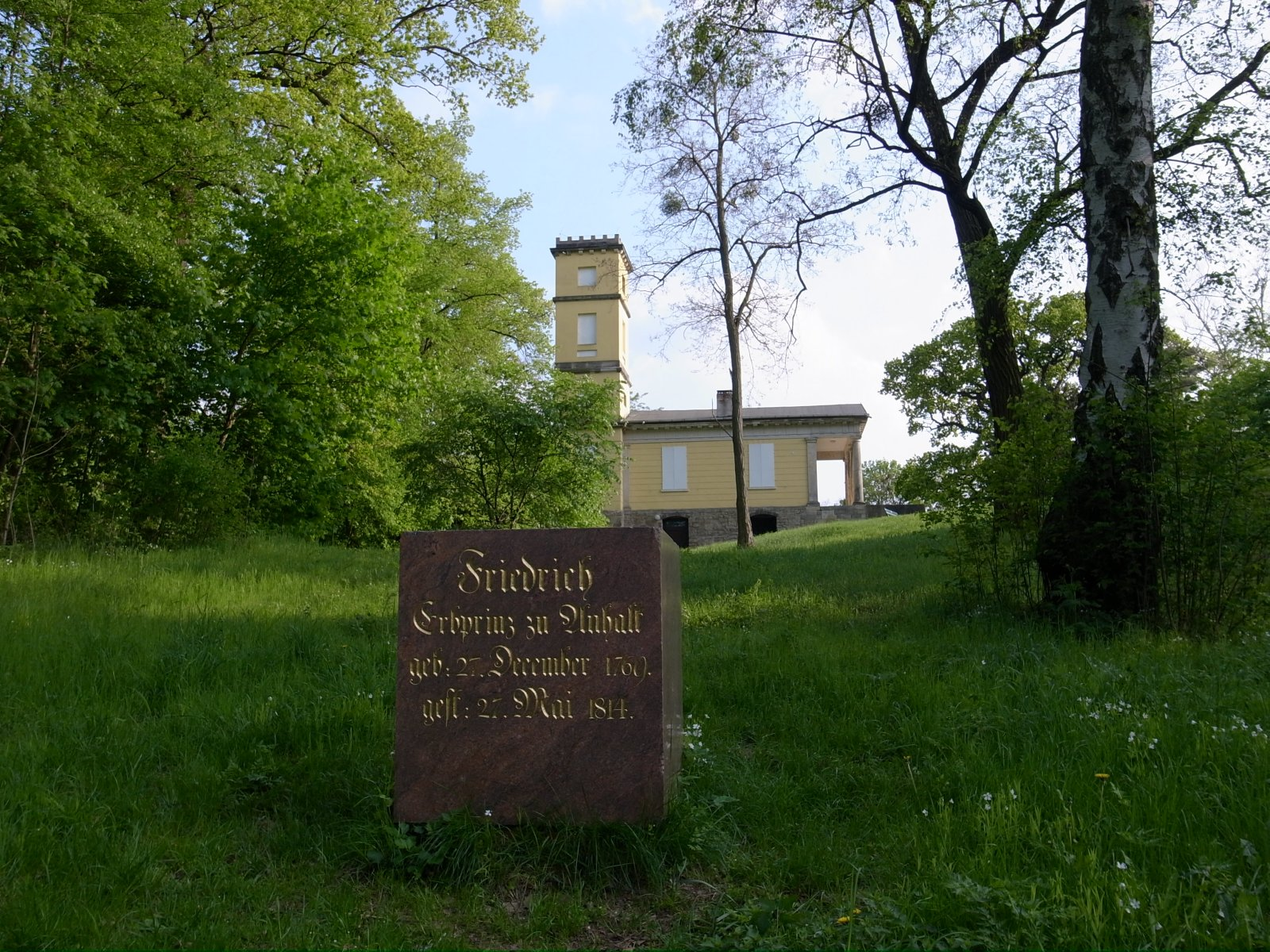
Gedenkstein im Kühnauer Park

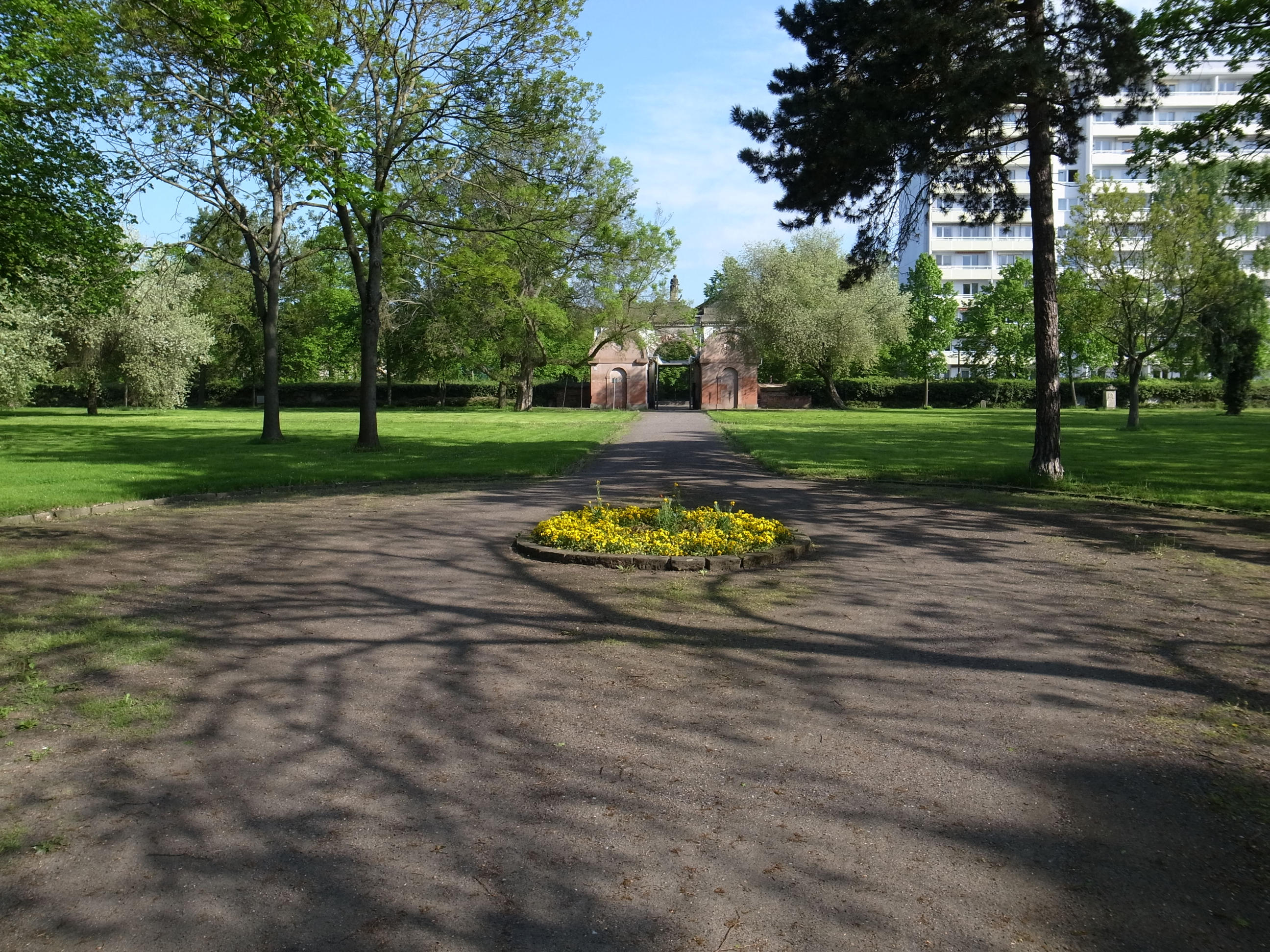
Ruhestätte in der Mitte des Neuen Begräbnisplatzes

Friedrich von Anhalt-Dessau (* 27. Dezember 1769 in Dessau; † 27. Mai 1814 ebenda) aus dem Haus der Askanier war Erbprinz des Fürstentums Anhalt-Dessau.

## Leben
Friedrich war das einzige ehelich geborene Kind des Fürsten Leopold III. von Anhalt-Dessau (1740–1817) aus dessen Ehe mit Luise (1750–1811), Tochter des Markgrafen Friedrich Heinrich von Brandenburg-Schwedt. Aus dem Erbe seiner Mutter erhielt Friedrich die brandenburgischen Güter Stolzenberg, Wormsfelde und Zantoch, die damit an das Haus Anhalt-Dessau kamen. Für seine Ausbildung und Erziehung war ab 1785 der Mathematiker Friedrich Gottlieb von Busse verantwortlich.
Ab 1788 war er Offizier in preußischen Diensten, aus denen er Anfang Januar 1794 unter Beförderung zum Generalmajor und Aufnahme in den Schwarzen Adlerorden entlassen wurde. Friedrich, der sich nie an der Regierung Anhalts beteiligte, starb drei Jahre vor seinem Vater, weshalb diesem Friedrichs ältester Sohn als Herzog von Anhalt-Dessau folgte. 
In Friedrichs Auftrag begann ab 1805 die Gestaltung des Kühnauer Parks.

## Nachkommen
Friedrich heiratete am 12. Juni 1792 in Homburg Prinzessin Amalie (1774–1846), Tochter des Landgrafen Friedrich V. von Hessen-Homburg, mit der er folgende Kinder hatte:
- Auguste (1793–1854)

⚭ 1816 Fürst Friedrich Günther von Schwarzburg-Rudolstadt (1793–1867)
- Leopold IV. Friedrich (1794–1871), Herzog von Anhalt

⚭ 1818 Prinzessin Friederike von Preußen (1796–1850)
- Georg (1796–1865)

⚭ 1. 1825 Prinzessin Karoline von Schwarzburg-Rudolstadt (1804–1829)
⚭ 2. 1831 (morganatisch) Therese Emma von Erdmannsdorf (1807–1848), „Gräfin von Reina“ 1831
- Paul (*/† 1797)
- Luise (1798–1858)

⚭ 1818 Landgraf Gustav von Hessen-Homburg (1781–1848)
- Friedrich August (1799–1864)

⚭ 1832 Prinzessin Marie von Hessen-Kassel (1814–1895)
- Wilhelm (1807–1864)

⚭ 1840 (morganatisch) Emilie Klausnitzer (1812–1888), „Freifrau von Stolzenberg“ 1842